# Peter Laslett

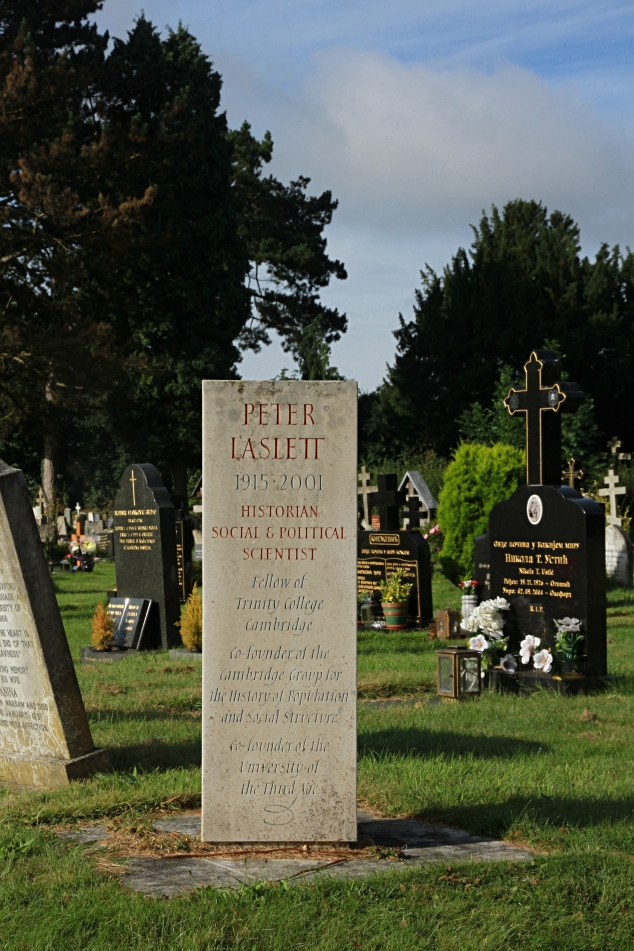
Lápida de Peter Laslett.

Thomas Peter Ruffell Laslett  (Watford, 18 de diciembre de 1915-Cambridge, 8 de noviembre de 2001) fue un historiador británico, uno de los más importantes del llamado «grupo de Cambridge».
Estudió historia en el Saint John's College de Cambridge. Durante la Segunda Guerra Mundial trabajó en Bletchley Park, instalaciones militares en las que Alan Turing descifró los códigos alemanes de la máquina Enigma. Posteriormente, tras la guerra, volvió a la Universidad de Cambridge, donde combinó sus investigaciones con actividades de divulgación (por ejemplo, en la radio). Destacó por sus estudios de la historia social inglesa en el Antiguo Régimen, y fue uno de los fundadores del llamado «Grupo de Cambridge para la historia de la población y la estructura social».

## Obras
- The World We Have Lost: England Before the Industrial Age (1965; New York, 1966; 2nd ed., 1971, 3rd ed., 1983; re-issued and updated 2000)
- Household and Family in Past Time (ed., 1972)
- Family Life and Illicit Love in Earlier Generations (1977)
- Statistical Studies in Historical Social Structure (1979)
- Bastardy and its Comparative History (1980)
- The World We Have Lost: Further Explored (Londres, 1983; Nueva York, 1984)
- Family Forms in Historic Europe (1983)
- A Fresh Map of Life (1989)
- Justice Between Age Groups and Generations (coeditada con James Fishkin, 1992).